# Старе Грудзе
Старе Грудзе (пол. Stare Grudze) — село в Польщі, у гміні Лишковиці Ловицького повіту Лодзинського воєводства.
Населення — 312 осіб (2011).
У 1975-1998 роках село належало до Скерневицького воєводства.

## Демографія
Демографічна структура станом на 31 березня 2011 року:
|          | Загалом | Допрацездатний вік | Працездатний вік | Постпрацездатний вік |
| -------- | ------- | ------------------ | ---------------- | -------------------- |
| Чоловіки | 148     | 32                 | 98               | 18                   |
| Жінки    | 164     | 39                 | 96               | 29                   |
| Разом    | 312     | 71                 | 194              | 47                   |